# Närlys

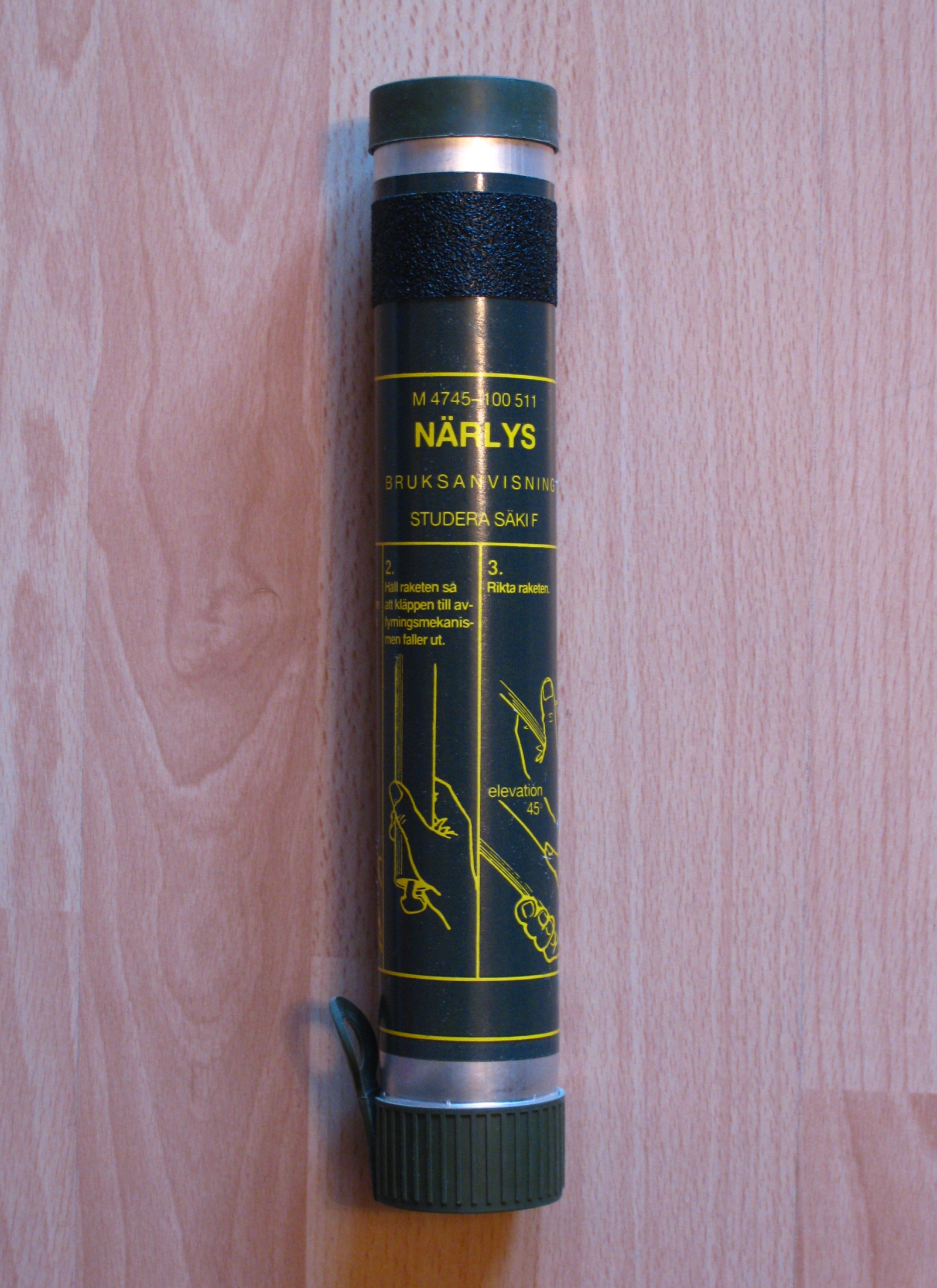
En avfyringstub för en närlysraket.

Närlys är en handavfyrad lysraket med kort räckvidd som används i svenska Försvarsmakten. Närlys används på plutonsnivå för att lysa upp terräng. Skottvidden är ca 250 meter och lystiden är 25 sekunder.
En närlyspatron består av en avfyringstub och en lysraket. Patronen avfyras genom att det bakre skyddslocket rivs bort och avfyringsblecket trycks in mot tubens utsida.